# Мисс мира 1957
Мисс мира 1957 (англ. Miss World 1957) — 7-й ежегодный конкурс красоты, прошедший 14 октября 1957 года в театре «Лицеум», Лондон, Великобритания. 23 участницы боролись за титул. Победила Марита Линдаль, представлявшая Финляндию.

## Результаты

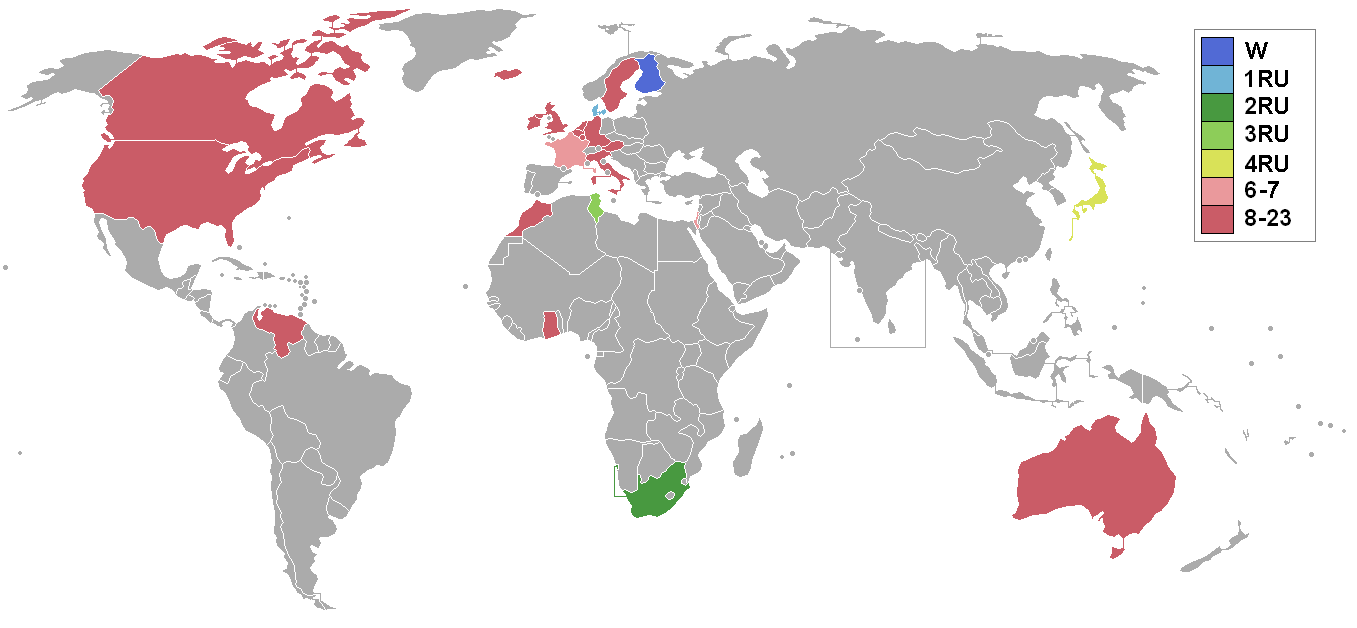
Страны и территории, участвовавшие в конкурсе

| Финальный результат | Участница                     |
| ------------------- | ----------------------------- |
| Мисс мира 1957      | - Финляндия — Марита Линдаль  |
| 1-я вице-мисс       | - Дания — Лилиан Мадсен       |
| 2-я вице-мисс       | - ЮАС — Адель Крюгер          |
| 3-я вице-мисс       | - Тунис — Жаклин Тапиа        |
| 4-я вице-мисс       | - Япония — Мунэко Ёрифудзи    |
| 5-я вице-мисс       | - Франция — Клод Инес Наварро |
| 6-я вице-мисс       | - Израиль — Сара Элимор       |

### Дебютировавшие и вернувшиеся на конкурс страны
- Канада и Люксембург участвовали в первый раз.
- Австралия последний раз участвовала в конкурсе «Мисс мира 1955».

### Бойкот
- Египет не участвовал в знак протеста против захвата Суэцкого канала британскими войсками.

## Участницы
| Страна         | Фото | Участница                                  | Дата рождения | Родной город |
| -------------- | ---- | ------------------------------------------ | ------------- | ------------ |
| Австралия      |      | Джун Финлейсон (June Finlayson)            |               |              |
| Австрия        |      | Лилли Фишер (Lilly Fischer)                |               |              |
| Бельгия        |      | Жанин Шандель (Jeanine Chandelle)          |               |              |
| Великобритания |      | Лейла Уильямс (Leila Williams)             |               |              |
| Венесуэла      |      | Консуэло Нуэль (Consuelo Nouel Gomez)      |               |              |
| Греция         |      | Нана Гаспарату (Nana Gasparatou)           |               |              |
| Дания          |      | Лилиан Мадсен (Lilian Juul Madsen)         |               |              |
| Израиль        |      | Сара Элимор (Sara Elimor)                  |               |              |
| Ирландия       |      | Несса Уэлш (Nessa Welsh)                   |               |              |
| Исландия       |      | Руна Бриньёлфдоуттир (Runa Brynjolfdóttir) |               |              |
| Италия         |      | Анни Горассини (Annie Gorassini)           |               |              |
| Канада         |      | Джудит Уэлч (Judith Eleanor Welch)         |               |              |
| Люксембург     |      | Жозе Жамине (Josee Jaminet)                |               |              |
| Марокко        |      | Даниэль Мюллер (Danielle Muller)           |               |              |
| Нидерланды     |      | Кристина ван Зейп (Christina van Zijp)     |               |              |
| США            |      | Шарлотт Шеффилд (Charlotte Sheffield)      |               |              |
| Тунис          |      | Жаклин Тапиа (Jacqueline Tapia)            |               |              |
| Финляндия      |      | Марита Линдаль (Marita Lindal)             |               |              |
| Франция        |      | Клод Инес Наварро (Claudette Ines Navarro) |               |              |
| ФРГ            |      | Аннемари Карстен (Annemarie Karsten)       |               |              |
| Швеция         |      | Элеанор Эдин (Eleanor Ulla Edin)           |               |              |
| ЮАС            |      | Адель Крюгер (Adele June Kruger)           |               |              |
| Япония         |      | Мунэко Ёрифудзи (Muneko Yorifuji)          |               |              |

## Дополнительно
- Марита Линдаль (Финляндия), Лилиан Мадсен (Дания), Руна Бриньёлфдоуттир (Исландия) и Жозе Жамине (Люксембург) принимали участие в конкурсе «Мисс Европа 1957». Жанин Шандель (Бельгия) участвовала в этом конкурсе в 1958 году. Из всех них успешно выступила только Марита Линдаль, став первой вице-мисс[1].
- Консуэло Нуэль из Венесуэлы принимала участие в конкурсе «Мисс Вселенная 1957», но не прошла в полуфинал.